# サウジアラビア陸軍
サウジアラビア陸軍（サウジアラビアりくぐん、アラビア語: الجيش العربي السعودي Al-Jaiš al-ʿArabīyat al-Suʿūdīyah アル＝ジャイシュ・アル＝アラビーヤ・アッ＝スウーディーヤ、英語: Saudi Arabian Army）は、サウジアラビア王国の軍隊である。サウジ王立地上軍（アラビア語: القوات البرية الملكية السعودية、英語: Royal Saudi Land Forces）とも。

## 概要
1907年にリヤドを奪回するために設立され、わずか40人の兵力から始まった。
その後1917年にサウジアラビア国家警備隊が誕生し、1923年に正式な陸軍が誕生してからイギリスの支援を受けて増強し、第一次中東戦争、第四次中東戦争や南イエメンとの紛争を経験し、1990年には湾岸戦争に参加した。

## 編成
機甲部隊

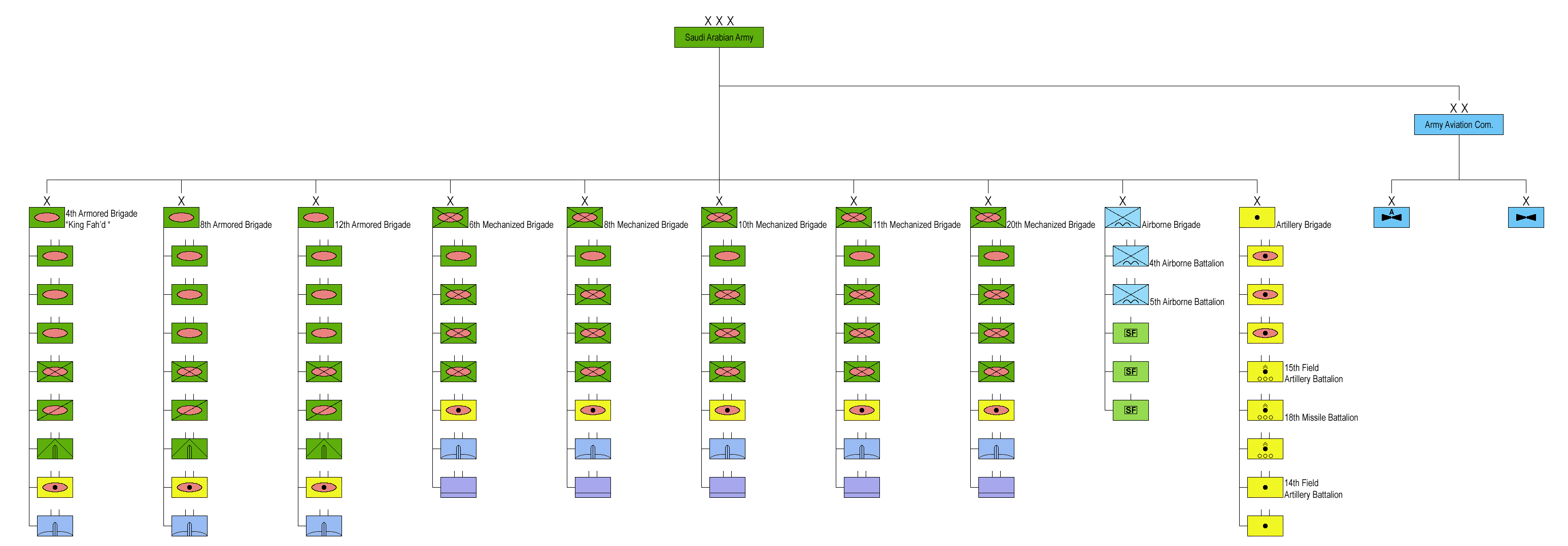
サウジアラビア軍の編成

- 第4機甲旅団(4th (King Fah'd) Armoured Brigade)
- 第8機甲旅団(8th Armoured Brigade)
- 第12機甲旅団(12th Armoured Brigade)

機械化部隊
- 第6機械化旅団(6th Mechanized Brigade)
- 第8機械化旅団(8th Mechanized Brigade)
- 第10機械化旅団(10th Mechanized Brigade)
- 第11機械化旅団(11th Mechanized Brigade)
- 第20機械化旅団(20th Mechanized Brigade)

歩兵部隊
- 第17自動車化歩兵旅団(17th Light motorized infantry brigade)
- 第18自動車化歩兵旅団(18th Light motorized infantry brigade)
- 第19自動車化歩兵旅団(19th Light motorized infantry brigade)

空挺部隊
- 空挺旅団(The Airborne Brigade)
  - 第4空挺大隊(4th Airborne Battalion)
  - 第5空挺大隊(5th Airborne Battalion)

砲兵部隊
- 5個砲兵大隊
- 第14榴弾砲大隊 (14th FA (Towed, 155) Battalion)
- 第15砲兵・MRLS大隊 (15th FA (MLRS) Battalion)
- 第18ミサイル・MRLS大隊 (18th Missile (MLRS) Battalion)

## 装備

### 歩兵火器

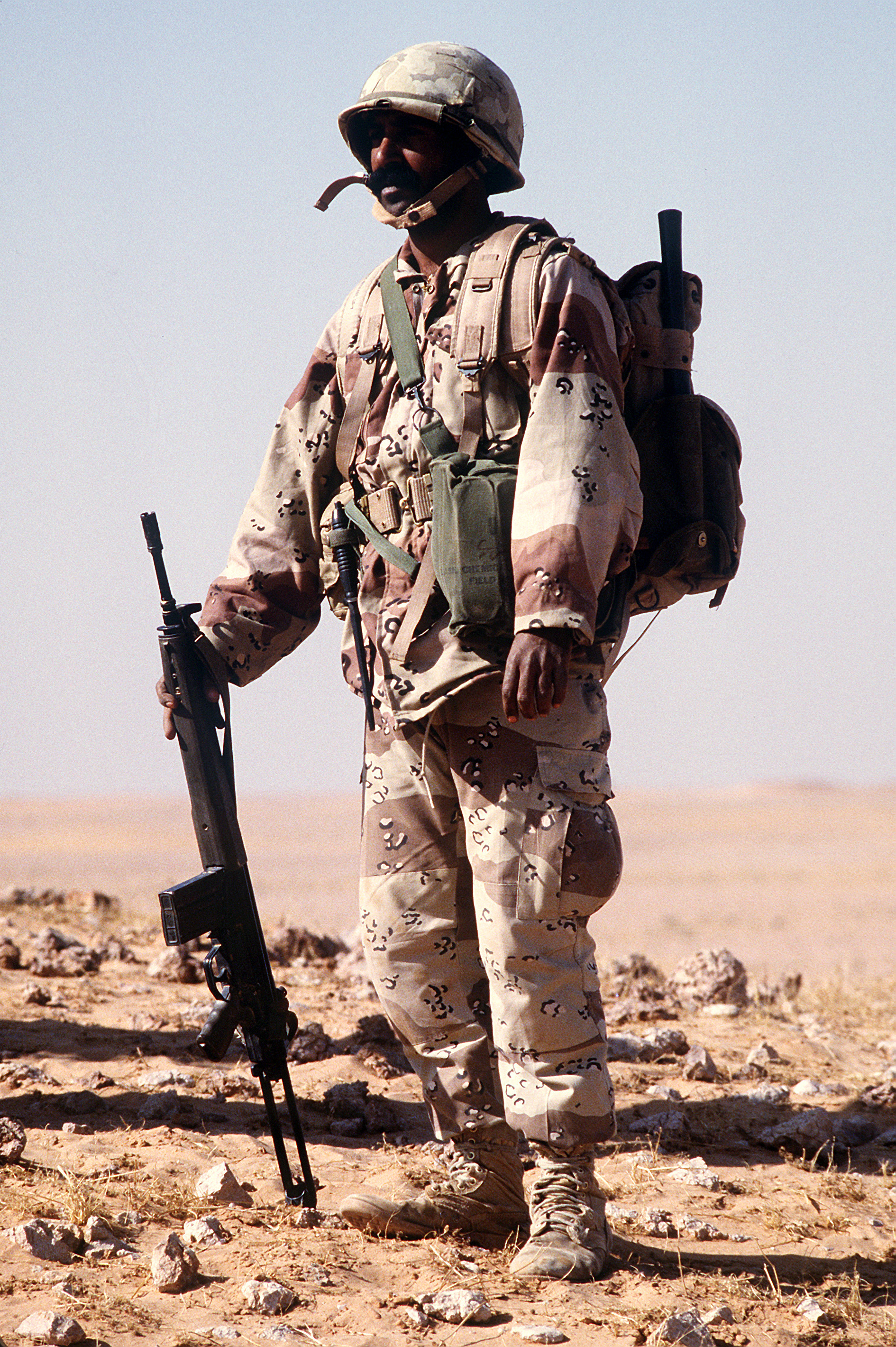
G3自動小銃を手にするサウジアラビア陸軍の兵士(1990年)

小火器
- ブローニング・ハイパワー
- グロック17
- FN P90
- H&K MP5
- H&K G36
- H&K G3
- M4カービン
- ステアーAUG
- AK-103
- FN MAG
- ブローニングM2重機関銃

携行重火器
- M203グレネードランチャー
- FGM-148 ジャベリン
- ドラゴン
- SS.11
- ヘルファイア
- HOT
- スウィングファイア
- ヴィジラント
- BGM-71 TOW

迫撃砲
- M224 60mm 迫撃砲
- ブラント60mmLRガンモーター
- 120mm迫撃砲 RT
- M30 107mm迫撃砲

### 車両

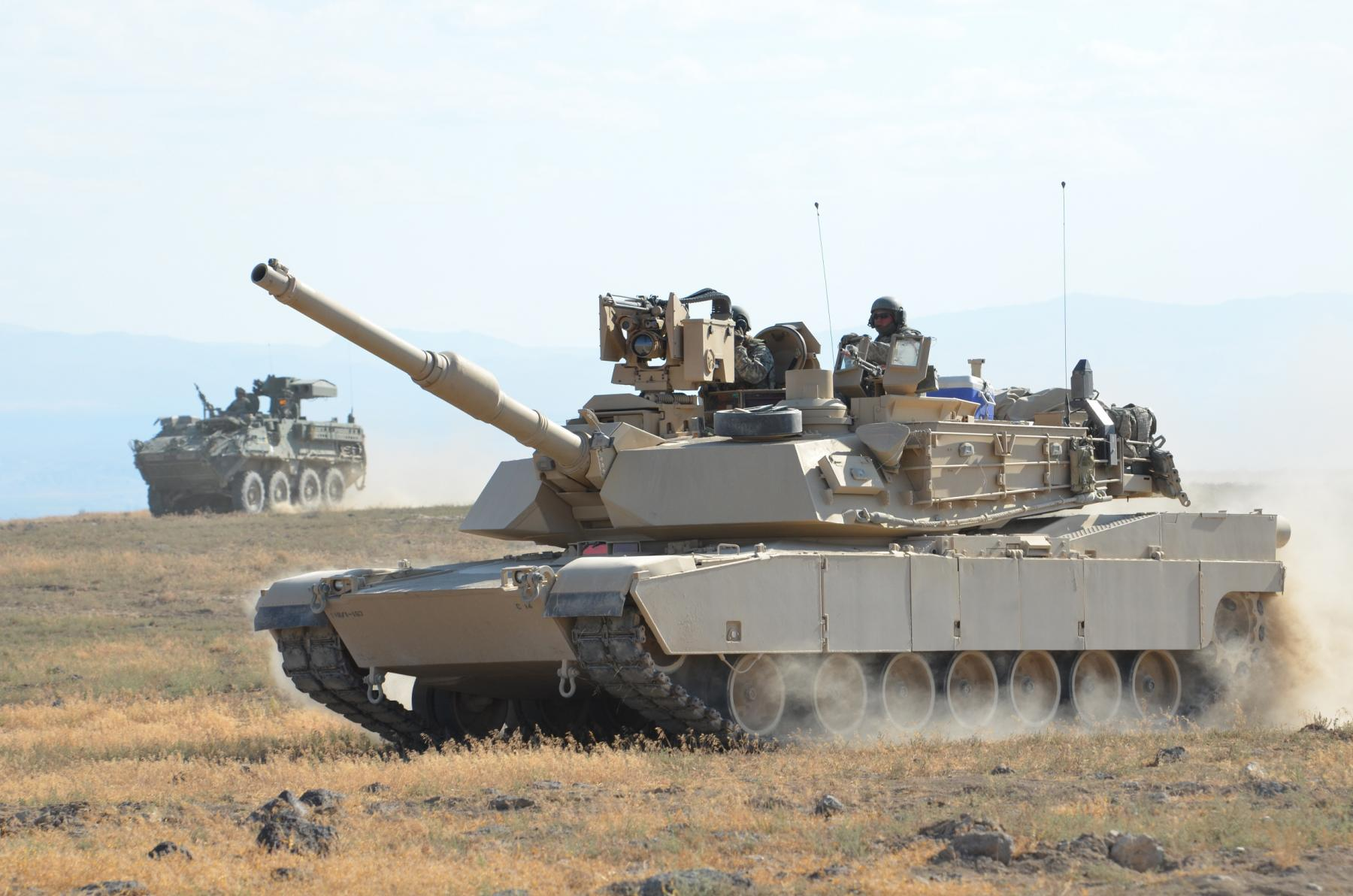
M1A2S エイブラムス戦車

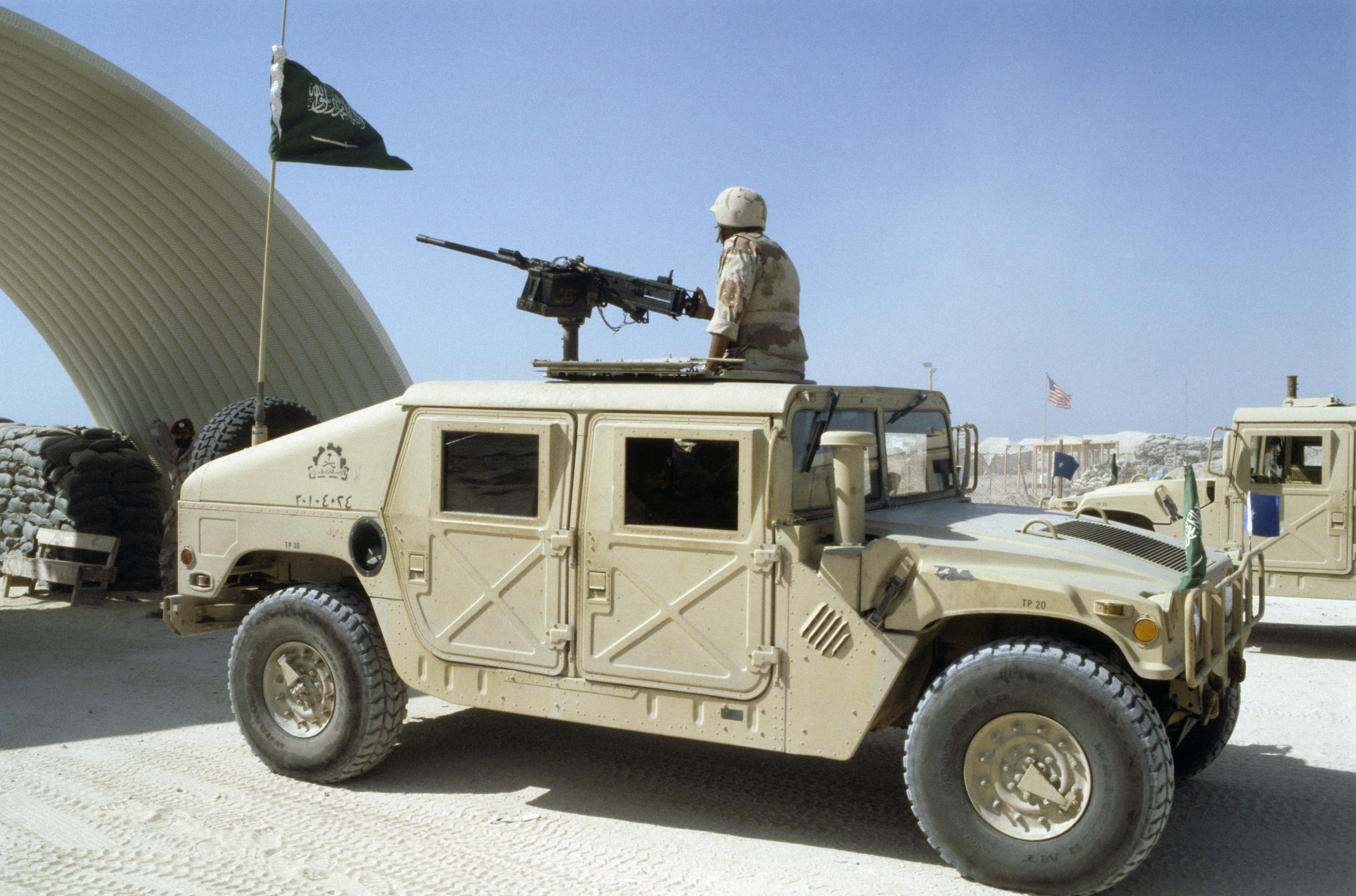
ハンヴィー

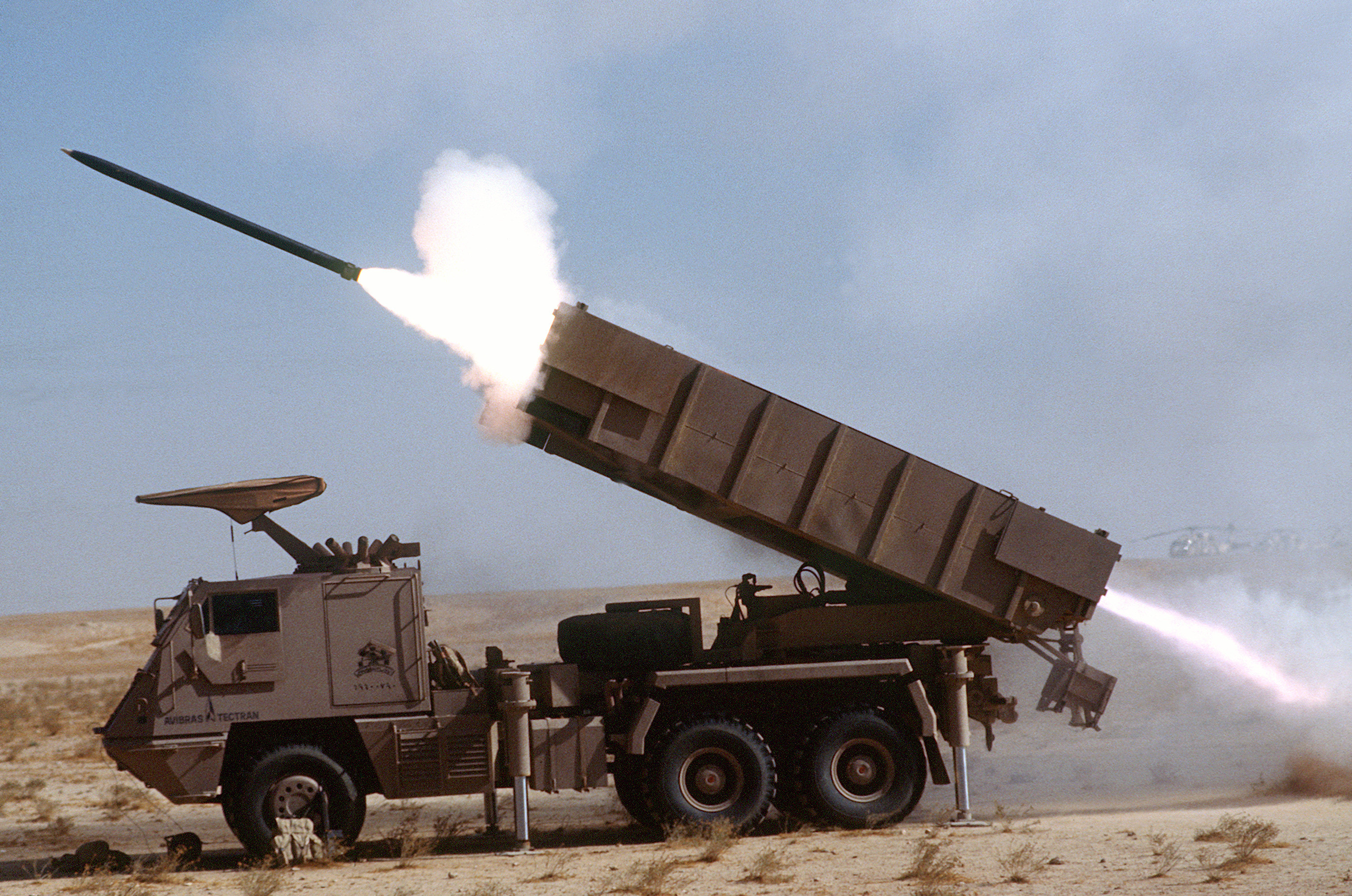
発射されるASTROS-II(1990年)

戦車
- M1エイブラムス
- M60パットン
- AMX-30

歩兵戦闘車
- M2ブラッドレー歩兵戦闘車
- AMX-10P歩兵戦闘車

装甲兵員輸送車
- M113装甲兵員輸送車
- フクス装甲兵員輸送車
- アル＝マスマク装甲兵員輸送車

装甲車
- コマンドウ (装甲車)
- AML装甲車
- ハンヴィー
- VAMTAC
- CUCV

火砲
- MLRS
- ASTROS
- M109 155mm自走榴弾砲
- M102 105mm榴弾砲
- M101 105mm榴弾砲

他多数

### 航空機

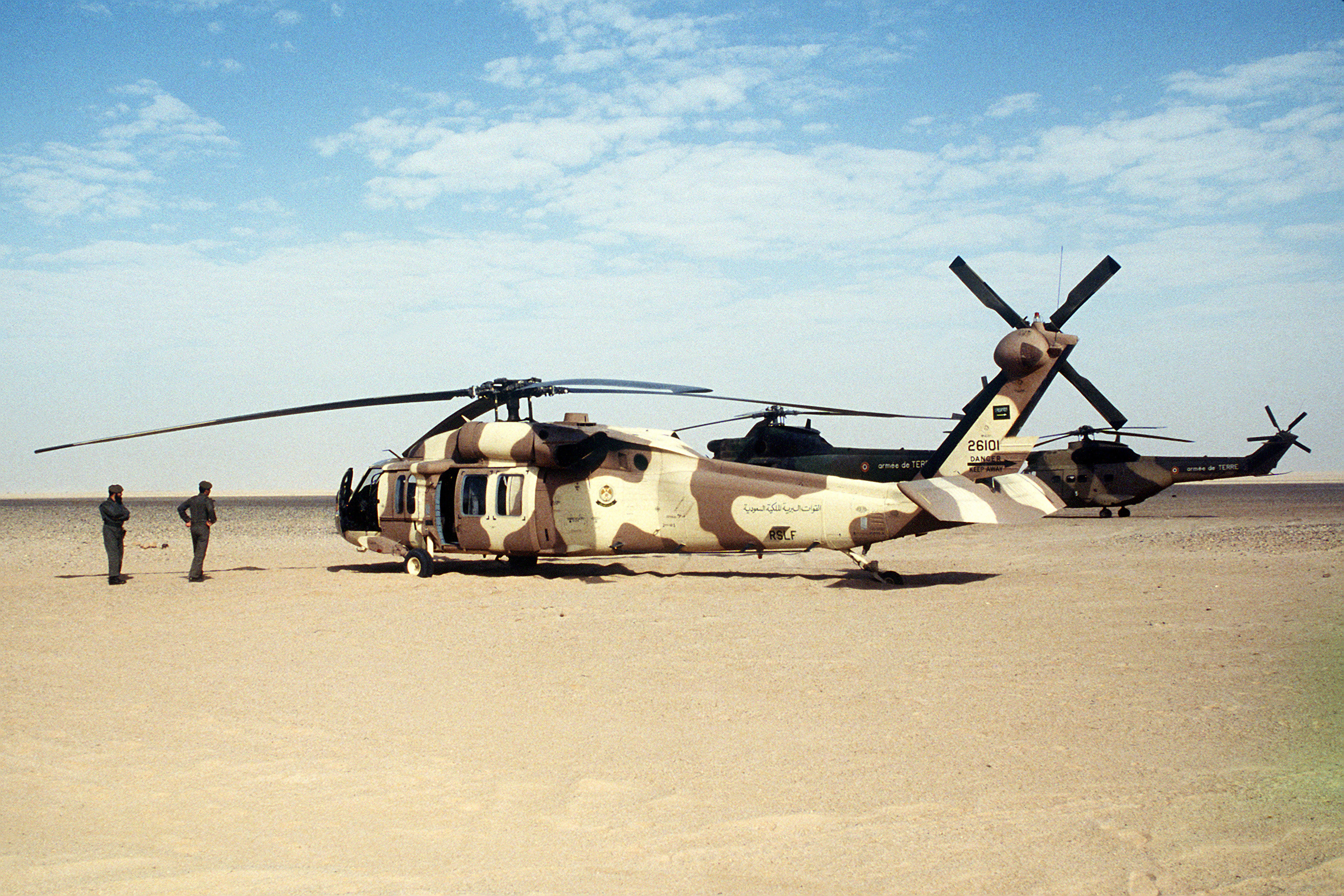
UH-60

- AH-64 アパッチ
- CH-47 チヌーク
- OH-58 カイオワ
- UH-60 ブラックホーク
- シコルスキー S-70
- Aeryon社製ドローン
- Saqr（英語版）ドローン
- 翼竜ドローン[1]
- 彩虹4ドローン[1]